# Il tabarro

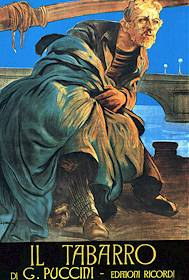
Poster voor Il Tabarro door Leopoldo Metlicovitz
(14 december 1918)

Il tabarro (De mantel) is een opera in één bedrijf van Giacomo Puccini op een Italiaans libretto van Giuseppe Adami, gebaseerd op La Houppelande van Didier Gold. Het is het eerste deel van Il trittico (de triptiek). De eerste uitvoering vond plaats op 14 december 1918 in New York en werd verzorgd door de Metropolitan Opera.

## Rolverdeling
| Rol                                                                           | stemtype     | Premièrebezetting, 14 december 1918 (Dirigent: Roberto Moranzoni) |
| ----------------------------------------------------------------------------- | ------------ | ----------------------------------------------------------------- |
| Michele, Scheepseigenaar                                                      | bariton      | Luigi Montesanto                                                  |
| Giorgetta, de vrouw van Michele                                               | sopraan      | Claudia Muzio                                                     |
| Luigi, een stuwadoor                                                          | tenor        | Giulio Crimi                                                      |
| 'Tinca', een stuwadoor                                                        | tenor        | Angelo Bada                                                       |
| 'Talpa' ('de mol'), een stuwadoor                                             | bas          | Adamo Didur                                                       |
| La Frugola, de vrouw van Talpa                                                | mezzosopraan | Alice Gentle                                                      |
| Stuwadoors, een liedjesverkoper, midinettes, een orgeldraaier, twee geliefden |              |                                                                   |

## Synopsis
Plaats: Een schuit op de Seine
Tijd: 1910
Terwijl de stuwadoors bezig zijn de lading van de boot te halen, vraagt Michele zich af of zijn vrouw Giorgetta hem nog wel trouw is. Ze schenkt wijn aan de werkers, en ze dansen op de muziek van de orgeldraaier. Frugola verschijnt, op zoek naar haar echtgenoot. Ze laat iedereen de aankopen zien die ze in de stad gedaan heeft en vaart uit tegen de mannen omdat ze staan te drinken. Luigi beklaagt zich over zijn lot. Samen met Giorgetta haalt hij herinneringen op aan hun oude buurt. Michele weigert Luigi mee te nemen naar Rouen. Luigi regelt heimelijk een rendez-vous met zijn geliefde Giorgetta voor hij vertrekt. Michele mijmert met Giorgetta over de dagen voor het overlijden van hun kind, en hoe ze alle drie onder zijn mantel pasten. Hij weet dat hun liefde getaand is, en probeert haar terug te winnen. Luigi, die denkt dat Micheles aangestoken pijp het signaal is dat hij van Giorgetta verwacht, komt terug naar de boot en wordt geconfronteerd met Michele. Michele dwingt Luigi zijn affaire met Giorgetta te bekennen, vermoordt hem, en verbergt hem onder zijn mantel. Wanneer Giorgetta terugkomt opent hij zijn mantel en onthult haar dode minnaar.

## Belangrijke aria's
- "Hai ben ragione! meglio non pensare" - Luigi
- "Nulla! Silenzio!" - Michele

## Geselecteerde opname
| Jaar | Cast (Michele, Giorgetta, Luigi)            | Dirigent, Operagezelschap en orkest                    | Label                                        |
| ---- | ------------------------------------------- | ------------------------------------------------------ | -------------------------------------------- |
| 1994 | Juan Pons, Teresa Stratas, Plácido Domingo, | James Levine, koor en orkest van de Metropolitan Opera | DVD: Deutsche Grammophon Cat: 00440 073 4024 |